# 尖山葉足蟲屬
美麗尖山葉足蟲（學名：Jianshanopodia decora）是尖山葉足蟲屬（學名：Jianshanopodia）的模式種兼單型物種，為大型的葉足動物，長約22公分。此物種是在位於中國昆明的雲南其中的Helinpu Formation發現的。嘴位於身體的末端，擁有一對大的前附肢，配有一系列的楔狀（cuneiform）板。身體至少有九個分段，且每個分段都一定會有一對附肢（此指的附肢是腳部，而不是頭部的前附肢）。背部有兩排的小突（tubercle）。尾部是由一個較大的葉足和兩個比較小的葉足組成的。身體內有圓柱形的腸道。 很像現今的有爪動物。

## 命名
是由在中國的一座小山，名為尖山（Jianshan），也就是發現此物種的地方，和podia是足的意思。decora，有美麗之意。

## 身體

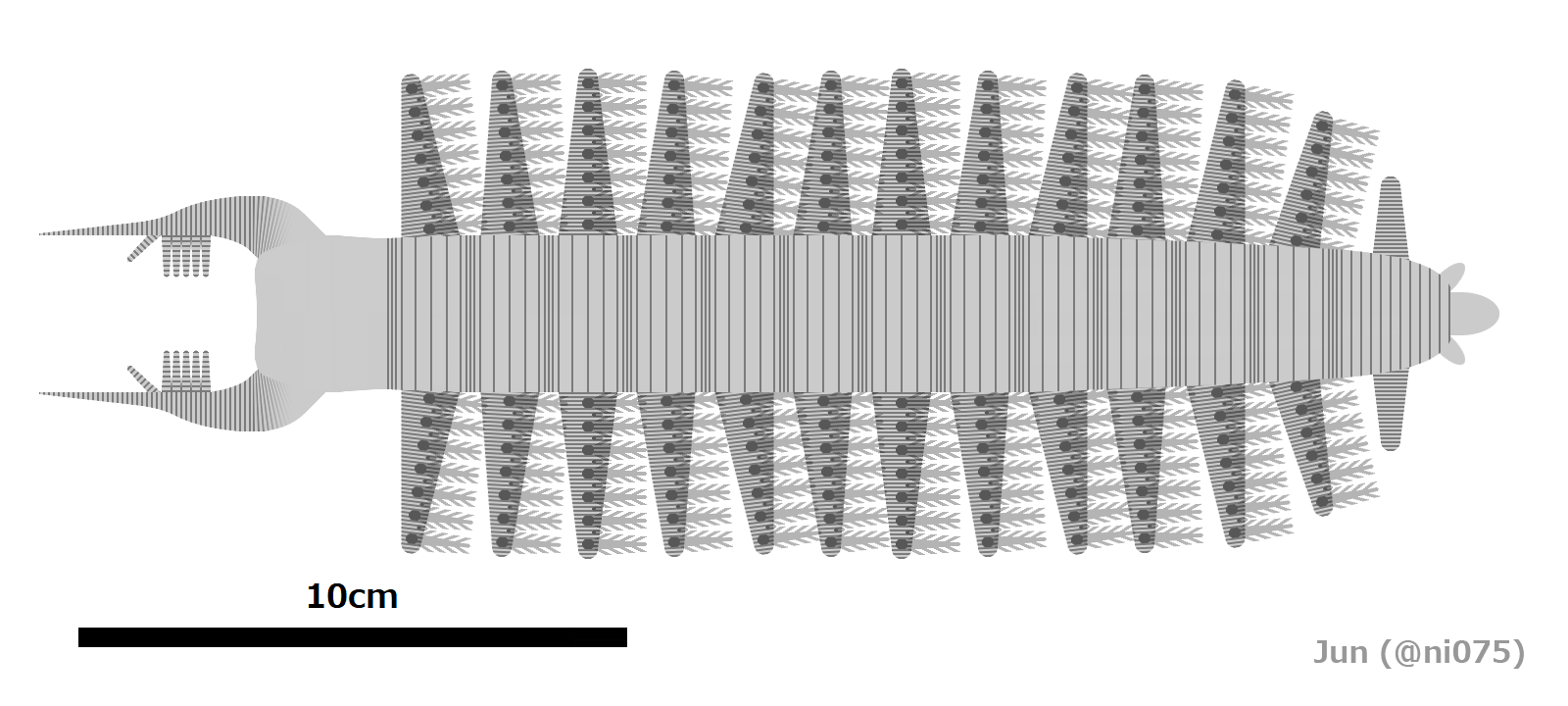
是美麗尖山葉足蟲的復原圖

身體主要分成三個部分：頭部、身體和尾部。頭部包含了一對有明顯的皺紋且短而粗壯的前附肢，長約4公分，位置是在頭部的側邊。在前附肢中的楔形板的的最前面可以觀察到一隻小型的Bradoriida化石，從楔形板的方向和Bradoriida的位置點來看，它很可能是捕獲的獵物，證明了尖山葉足蟲有捕食的能力。身體至少會有9至12個節，往後的節段越變越窄。在發現標本都表現出粗壯的、稍三角形的附肢，可能從每個節的兩側向腹側突出。附肢的形狀都很相似，但越後面附肢的長度減短。 兩排突出的小突位於從附肢的連接處到末端。附肢最顯著的特徵是從從小突凸出的樹狀或片狀結構。這個樹狀結構有五個向外的分支。第一個分支上長約1公分，朝向尖端時寬度逐漸變細。第2、3、4、5對分枝都從第1分枝的側緣伸出，它們之間的距離幾乎相同，長約3毫米。附肢的尖端挺尖銳，但是沒有證據表明在末端的爪子是否存在。腸子的結構似乎由一個短的、可擴張的口管組成，通向一個漏斗狀的咽部，該咽部被前附肢的連接點包圍。咽喉裡有不規則的皺紋，可能裡面有肌肉。咽部中部有一團突出的圓形結構，此結構類似類似緩步動物的咽齒。腸道似乎貫穿整個軀幹可是肛門的存在沒有證據表明，在大多數標本中，兩排帶有內部吻合的突出、深色、腎形結構位於腸道的兩側，但很難證明那是什麼。

## 分類
當初Liu等人將此種歸類為葉足動物，之後Dzik在2006將此種西伯利亞蟲和大網蟲和此種從新分類，提出不是葉足動物的假設。